# Розе (Италия)
 Тази статия е за градчето в Южна Италия.  За вида вино вижте Розе.  
Ро̀зе (на италиански: Rose) е малко градче и община в Южна Италия, провинция Козенца, регион Калабрия. Разположено е на 399 m надморска височина. Населението на общината е 4316 души (към 2012 г.).